# Fricativa uvular sonora
| Fricativa uvular sonora | Fricativa uvular sonora |
| ----------------------- | ----------------------- |
| AFI – número            | 143                     |
| AFI – Unicode           | ʁ                       |
| AFI – imagem            |                         |
| Entidade HTML           | &#641;                  |
| X-SAMPA                 | R                       |
| Kirshenbaum             | g"                      |
| Som Exemplo             |                         |

O símbolo no Alfabeto Fonético Internacional é o [ʁ], e seu equivalente X-SAMPA é R. O mesmo símbolo no AFI é empregado pela consoante aproximante uvular, embora esta seja mais claramente representada com um diacrítico, assim [ʁ̞], assim como o símbolo para a fricativa pode ser mais claramente representada deste jeito [ʁ̝].
A fricativa uvular expressa é um tipo de som consonantal, usado em algumas línguas faladas. O símbolo no Alfabeto Fonético Internacional que representa este som é ⟨ʁ⟩, uma pequena letra maiúscula invertida ⟨ʀ⟩, ou na transcrição ampla ⟨r⟩ se rótico. Esta consoante é uma das várias chamadas coletivamente de R gutural quando encontrada nas línguas europeias.

## Características
- Sua forma de articulação é fricativa, ou seja, produzida pela constrição do fluxo de ar por um canal estreito no local da articulação, causando turbulência. Em muitas línguas, está mais próximo de um aproximante, entretanto, e nenhuma língua distingue os dois na articulação uvular.
- Seu local de articulação é uvular, o que significa que está articulado com a parte posterior da língua (dorso) na úvula.
- Sua fonação é sonora, o que significa que as cordas vocais vibram durante a articulação.
- É uma consoante oral, o que significa que o ar só pode escapar pela boca.
- É uma consoante central, o que significa que é produzida direcionando o fluxo de ar ao longo do centro da língua, em vez de para os lados.
- O mecanismo da corrente de ar é pulmonar, o que significa que é articulado empurrando o ar apenas com os pulmões e o diafragma, como na maioria dos sons.[1]

## Ocorrências
| Língua           | Língua           | Palavra   | AFI            | Significado       | Notas                                                                |
| ---------------- | ---------------- | --------- | -------------- | ----------------- | -------------------------------------------------------------------- |
| Abecásio         | Abecásio         | цыҕ       | [tsəʁ]         | 'marta'           |                                                                      |
| Adigue           | Adigue           | гъызын    | [ʁəzən]        | 'lamentar'        |                                                                      |
| Alemão           | Alemão           | Frau      | [fʁaʊ̯]         | 'mulher'          |                                                                      |
| Aleúte           | Ilha Atka        | chamĝul   | [tʃɑmʁul]      | 'lavar'           |                                                                      |
| Armênio          | Armênio          | քաղաքավար | [kʰaʁakʰaˈvaɹ] | 'polido'          |                                                                      |
| Avar             | Avar             | тIагъур   | [tʼaˈʁur]      | 'boné'            |                                                                      |
| Cabila           | Cabila           | bbeγ      | [bːəʁ]         | 'mergulhar'       |                                                                      |
| Francês          | Francês          | rester    | [ʁɛste]        | 'ficar'           | Também pode ser [ʁ̞], [ʀ], [χ], [r] e [ɾ].                            |
| Hebraico moderno | Hebraico moderno | רק        | [ˈʁak]         | 'apenas, somente' |                                                                      |
| Iídiche          | Iídiche          | רעגן      | [ˈʁɛɡŋ]        | 'chuva'           |                                                                      |
| Norueguês        | Ocidental        | rar       | [ʁɑːʁ]         | 'estranho'        |                                                                      |
| Português        | Português        | carro     | [ˈkaʁu]        |                   | Também pode ser [χ], [x], [h] e [r].                                 |
| Tsez             | Tsez             | агъи      | [ˈʔaʁi]        | 'pássaro'         |                                                                      |
| Ubykh            | Ubykh            | [ʁa]      | [ʁa]           | 'ele, ela'        | Ubykh possui dez variações de fricativas uvulares. Ver Língua ubykh. |